# Chisco (futbolista)
José María Salcines Corral (Peñacastillo, Cantabria, 25 de enero de 1943), más conocido como Chisco, es un exfutbolista español que jugaba principalmente como lateral izquierdo. Desarrolló la mayor parte de su carrera deportiva en el Real Racing Club de Santander, del que fue capitán.

## Biografía
Recibió su apodo por su padre, un empresario transportista llamado Francisco. Formado en la cantera del Racing de Santander y el Nueva Montaña, pasó por el C. D. Condal y la U. D. Vic. Regresó a su tierra de origen tras cumplir el servicio militar, para incorporarse al Rayo Cantabria. Tras siete temporadas en la disciplina racinguista, finalizó su carrera deportiva en el Palencia C. F., en el que militó dos campañas.
Da nombre desde 1977 al Trofeo Chisco, entregado anualmente por Radio Nacional de España en Cantabria al jugador del Racing que más pundonor y garra demuestra. El propio Chisco recibió este premio en 2022 a título honorífico. 

## Equipos
| Club                 | País   | Temporadas |
| -------------------- | ------ | ---------- |
| C. D. Condal         | España | 1961-1963  |
| U. D. Vic            | España | 1963-1964  |
| S. D. Rayo Cantabria | España | 1964       |
| Real Santander S. D. | España | 1964-1971  |
| Palencia C. F.       | España | 1971-1973  |

## Palmarés
- Trofeo Chisco de Honor|2022).